# Архиепархия Олинды-и-Ресифи

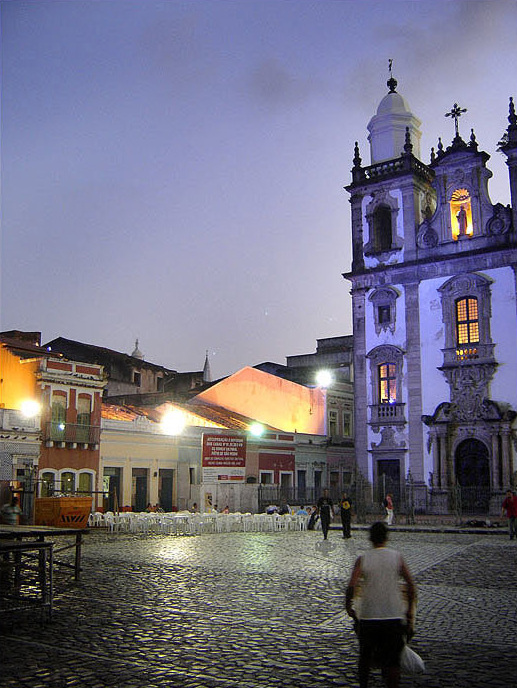
Собор святого Петра, Ресифи, Бразилия

 Архиепархия Олинды-и-Ресифи  (лат. Archidioecesis Olindensis et Recifensis) — архиепархия Римско-Католической церкви с центром в городе Олинда, Бразилия. В митрополию Олинды-и-Ресифи входят епархии Афогадус-да-Ингазейры, Гараньюнса, Каруару, Назаре, Палмариса, Пескейры, Петролины, Салгейру, Флоресты. Кафедральным собором архиепархии Олинды-и-Ресифи является церковь Спасителя Мира в городе Олинде. В городе Ресифи находится сокафедральный собор святого Петра.

## История
15 июля 1614 года Римский папа Павел V издал буллу «Fasti novi orbis», которой учредил территориальную прелатуру Пернамбуку, выделив её из епархии Сан-Салвадора-ла-Баия. 
6 июля 1924 года территориальная прелатура Пернамбуку была присоединена к митрополии Сан-Салвадора-да-Баия буллой «Romanus Pontifex» Римского папы Урбана VII.  
16 ноября 1676 года территориальная прелатура Пернабуку была преобразована в епархию Олинды буллой Римского папы Иннокентия XI. 
5 декабря 1910 года Римский папа Пий X выпустил буллу «Cum urbs Recife», возведя епархию Олинды в ранг архиепархии и переименовал её в архиепархию Олинды-и-Ресифи.
В следующие годы епархия Олинды передала часть своей территории в пользу возведения новых церковных структур:
- 6 июня 1854 года – епархии Диамантины и епархии Сеары (сегодня – Архиепархия Форталезы);
- 27 апреля 1892 года – епархии Параибы;
- 2 июля 1900 года – епархии Алагоаша (сегодня – Архиепархия Масейо);
- 5 декабря 1910 года – епархии Флоресты (сегодня – Пескейры);
- 2 августа 1918 года – епархиям Гараньюнса и Назаре;
- 7 августа 1948 года – епархии Каруару;
- 3 января 1962 года – епархии Палиариса.

## Ординарии архиепархии
- епископ Estevão Brioso de Figueiredo (1676—1683);
- епископ João Duarte do Sacramento (1685—1686);
- епископ Matias de Figueiredo e Mello (1687—1694);
- епископ Francisco de Lima (1695—1704);
- епископ Manuel Álvares da Costa (1706—1721);
- епископ José de Fialho (1725—1738);
- епископ Luiz de Santa Teresa da Cruz Salgado de Castilho (1738—1757);
- епископ Francisco Xavier Aranha (1757—1771);
- епископ Francisco da Assumpção e Brito (1773—1773);
- епископ Tomaz da Encarnação da Costa e Lima (1774—1784);
- епископ Diego de Jesus Jardim (1785—1794);
- епископ José Joaquim da Cunha Azeredo Coutinho (1794—1806);
- епископ José Maria de Araújo (1806—1809);
- епископ Antônio de São José Bastos (1815—1819);
- епископ Tomas Manoel de Noronha e Brito (1828—1829);
- епископ João da Purificação Marques Perdigão (1831—1864);
- епископ Manoel do Rego Medeiros (1865—1866);
- епископ Francisco Cardoso Aires (1867—1870);
- епископ Vital Maria Conçalves de Oliveira (1871—1878);
- епископ José Pereira da Silva Barros (1881—1891);
- епископ João Fernando Santiago Esberard (1891—1893);
- епископ Manoel dos Santos Pereira (1893—1900);
- епископ Luís Raimundo da Silva Brito (1901—1910);
- архиепископ Luís Raimundo da Silva Brito (1910—1915)
- архиепископ Себастьян Леме да Сильвейра Синтра (1916—1921);
- архиепископ Miguel de Lima Valverde (1922—1951);
- архиепископ Antônio de Almeida Moraes Junior (1951—1960);
- архиепископ Carlos Gouvêa Coelho (1960—1964);
- архиепископ Hélder Câmara (1964—1985);
- архиепископ José Cardoso Sobrinho (1985—2009);
- архиепископ Fernando Antônio Saburido (1 июля 2009 — 14 июня 2023, в отставке);
- архиепископ Paulo Jackson Nóbrega de Sousa (14 июня 2023 — по настоящее время).

## Источник
- Annuario Pontificio, Libreria Editrice Vaticana, Città del Vaticano, 2003, ISBN 88-209-7422-3
- Булла Ad sacram Beati Petri sedem, Bullarium patronatus Portugalliae regum, Tomus II, pp. 164—166  (лат.)
- Булла Cum urbs Recife, AAS 10 (1918), p. 401 Архивная копия от 3 марта 2013 на Wayback Machine  (лат.)